# Franck Pons
Franck Pons (14 luglio 1964) è un ex sciatore alpino francese.

## Biografia
Discesista puro originario di La Tronche, Pons debuttò in campo internazionale in occasione dei Mondiali juniores di Auron 1982; in Coppa Europa nella stagione 1985-1986 si piazzò 2º nella classifica di specialità, mentre in Coppa del Mondo ottenne un unico piazzamento, il 15 marzo 1986 a Whistler (6º). Non prese parte a rassegne olimpiche né ottenne piazzamenti ai Campionati mondiali.

## Palmarès

### Coppa del Mondo
- Miglior piazzamento in classifica generale: 83º nel 1986

### Coppa Europa
- Miglior piazzamento in classifica generale: 10º nel 1986